# Уолър (окръг)
Окръг Уолър (на английски: Waller County) е окръг в щата Тексас, Съединени американски щати. Площта му е 1342 km², а населението - 32 663 души (2000). Административен център е град Хемпстед.